# Andrzej Czudek
Andrzej Czudek (ur. 5 stycznia 1901 w Marklowicach, zm. 16 września 1968 w Oberhausen) – leśnik, przyrodnik, nauczyciel, urzędnik administracji państwowej i działacz ochrony przyrody.

## Życiorys
Syn Jana Czudka i Katarzyny z domu Matloch. Ukończył w Cieszynie szkołę powszechną, a następnie Wyższą Szkołę Realną. Jeszcze w czasie nauki służył jako ochotnik w 10 pułku piechoty Ziemi Śląskiej (od 22 stycznia do 29 maja 1919 r.) i wziął udział w pierwszym powstaniu śląskim, a w latach 1920–1921 czynnie zajmował się pracą plebiscytową. W 1920 r. zdał egzamin dojrzałości, po czym podjął studia w Wydziale Leśnym Akademii Ziemiańskiej (Hochschule für Bodenkultur) w Wiedniu, gdzie należał do Stowarzyszenia Akademików Polaków „Ognisko”. Po dwóch latach postanowił kontynuować studia na polskiej uczelni i przeniósł się na Wydział Lasowy Politechniki Lwowskiej. W trakcie studiów we Lwowie należał do Stowarzyszenia Polaków-Ślązaków „Znicz”.
Po uzyskaniu w 1925 r. absolutorium podjął pracę nauczyciela w gimnazjum im. Stanisława Staszica w Rudzie, gdzie krótko pełnił też funkcję dyrektora szkoły. W 1926 r. wraz z innymi nauczycielami szkoły założył (z pomocą profesora Władysława Szafera) Komitet Ochrony Przyrody na obszar Górnego Śląska, a później w tymże gimnazjum założył drużynę harcerską. W 1929 r. opublikował (nakładem Państwowej Rady Ochrony Przyrody) bardzo ważną w jego całym dorobku pracę pt. „Osobliwości i zabytki przyrody województwa śląskiego”. Był to pierwszy w historii Polski systematyczny wykaz godnych ochrony gatunków, obiektów przyrodniczych i obszarów na Górnym Śląsku.
Jak większość ówczesnych mieszkańców Śląska Cieszyńskiego, Andrzej Czudek z urodzenia i wychowania był ewangelikiem. Żeniąc się w 1926 r. w Kętach z katoliczką, Anielą Kaletą, przeszedł na wiarę katolicką. Czudkowie mieli pięcioro dzieci Anielę, Hannę, Danutę oraz bliźniaków Andrzeja i Henryka – część z nich była chrzczona „podwójnie” – ewangelicko i katolicko.
W 1929 r. zdał na Politechnice Lwowskiej egzamin dyplomowy uzyskując tytuł inżyniera leśnictwa i z dniem 16 grudnia tegoż roku podjął pracę w biurze Konserwatora Okręgowego przy Śląskim Urzędzie Wojewódzkim, gdzie prowadził referat ochrony przyrody. Od 1 stycznia 1932 r. był członkiem Państwowej Rady Ochrony Przyrody, a w połowie tegoż roku zdał z bardzo dobrym wynikiem egzamin urzędniczy pierwszej kategorii w państwowej służbie administracyjnej. Na wniosek dr Mariana Koczwary tematem części pisemnej tego egzaminu była „Ochrona przyrody na Śląsku od czasów stworzenia Urzędu Konserwatorskiego”. W tym czasie Czudek był również członkiem polskiego oddziału działającego do dziś Międzynarodowego Towarzystwa Ochrony Żubra oraz jednym z projektodawców rezerwatu przyrody na Baraniej Górze w Beskidzie Śląskim.
Od 1933 r. uczestniczył jako protokolant w posiedzeniach Rady Muzealnej Muzeum Śląskiego. W 1938 r. awansował w tej instytucji na stanowisko asystenta, a 1 stycznia 1939 r. został mianowany kustoszem Muzeum Śląskiego. W tym samym roku obronił na Uniwersytecie Jagiellońskim w Krakowie pracę doktorską, której tematem był wpływ zanieczyszczeń środowiska na florę Śląska.
Po wybuchu II wojny światowej jako Ślązak podpisał niemiecką listę narodowościową (tzw. Volkslistę). Okres okupacji spędził w Niepołomicach, pracując jako leśniczy i nadleśniczy tamtejszych lasów, a następnie w Krakowie, pełniąc funkcję naczelnika wydziału lasów w Urzędzie Generalnego Gubernatora. W tym czasie, wykorzystując swe stanowisko, starał się chronić w miarę możliwości podległe mu lasy od rabunkowej gospodarki czasu wojny. Ratował również ludzi zagrożonych przez hitlerowską administrację, w tym wielu Żydów.
Po 1945 r. żył w Polsce w stałym zagrożeniu jako przedwojenny sanacyjny urzędnik i jednocześnie pracownik okupacyjnej administracji niemieckiej. W 1948 r., dzięki pomocy przedwojennych kolegów przyrodników i ludzi, którym pomagał w czasie wojny, wyjechał do Austrii, a następnie do Szwajcarii, by w końcu osiąść w Bawarii w Niemczech. Pracował tam jako leśnik, prowadząc jednocześnie działalność naukową i wydawniczą. Zmarł nie widząc już nigdy Polski ani pozostawionej tu rodziny.

## Najważniejsze publikacje
- Ostatnie żubry białowieskie w lasach pszczyńskich (1929)
- O rzekomym wymieraniu żubra (1929)
- O wpływie szkodliwych dymów i gazów na roślinność (1929)
- Głuszec w lasach śląskich (1929)
- Osobliwości i zabytki przyrody Województwa Śląskiego (1929)
- Drzewa Sobieskiego na Śląsku (1933)
- Rozwój i przyszłość żubrów śląskich (1934)
- Bocian biały w województwie śląskim (1935)
- Stan i potrzeby nauki polskiej o Śląsku w zakresie zoologii (1936)
- Ochrona przyrody w województwie śląskim (1938)